# Елевферій (візантійський єпископ)
Елевферій  (грец. Ἐλευθέριος) — Візантійський єпископ у 129–136 роках.
Елевферій змінив єпископа Діогена на єпископському престолі Візантії. Його єпископське служіння було під час правління римського імператора Адріана.
Як і його попередники, після його смерті він був похований у храмі Аргіруполіса.